# Artur Szalpuk
Artur Szalpuk (Olsztyn, 20 de marzo de 1995) es un jugador profesional de voleibol polaco, juego de posición receptor/atacante.

## Palmarés

### Clubes
Campeonato de Polonia:
- 2017
- 2018

Copa de Polonia:
- 2018

Supercopa de Polonia:
- 2018

### Selección nacional
Festival Olímpico de la Juventud Europea:
- 2013

Campeonato Europeo Sub-19:
- 2013

Campeonato Mundial Sub-19:
- 2013

Liga Europea:
- 2015

Copa Mundial:
- 2019
- 2015

Campeonato Mundial:
- 2018[1]

Campeonato Europeo:
- 2019[2]

## Premios individuales
- 2017: Mejor servicio Copa de Polonia
- 2018: Mejor opuesto Copa de Polonia